# Megan Ward
Megan Marie Ward (Los Ángeles, California, 24 de septiembre de 1969) es una actriz estadounidense reconocida por sus numerosos papeles en producciones de ciencia ficción y horror, además de su extensa carrera en televisión. De sus participaciones en la pantalla grande destacan películas como Encino Man (1992), Freaked (1993) y Joe's Apartment (1996). En 2007 se unió al reparto de la reconocida serie estadounidense General Hospital interpretando a Kate Howard.

## Filmografía

### Cine
| Año  | Título                      | Papel           | Notas            |
| ---- | --------------------------- | --------------- | ---------------- |
| 1990 | Crash and Burn              | Arren           | Directo a vídeo  |
| 1991 | Trancers II                 | Alice Stillwell |                  |
| 1991 | Goodbye Paradise            | Sharon          |                  |
| 1992 | Encino Man                  | Robyn Sweeney   |                  |
| 1992 | Amityville: It's About Time | Lisa Sterling   | Directo a vídeo  |
| 1992 | Trancers III                | Alice Stillwell | Directo a vídeo  |
| 1993 | Arcade                      | Alex Manning    | Directo a vídeo  |
| 1993 | Freaked                     | Julie           |                  |
| 1994 | PCU                         | Katy            |                  |
| 1995 | The Brady Bunch Movie       | Donna Leonard   |                  |
| 1995 | Glory Daze                  | Joanie          |                  |
| 1996 | Joe's Apartment             | Lily Dougherty  |                  |
| 1999 | Say You'll Be Mine          | Melanie         |                  |
| 2000 | Tick Tock                   | Rachel Avery    |                  |
| 2003 | Mirror Man                  | Cheryl Parker   | Película corta   |
| 2005 | Complete Guide to Guys      | Kelly           |                  |
| 2007 | Wedding Dreams              | Rebecca         |                  |
| 2010 | The Invited                 | Michelle        |                  |
| 2018 | Party Mom                   | Caroline        | Película para TV |